# Necolio aethiops
Necolio aethiops là một loài tò vò trong họ Ichneumonidae.